# Jean Chalamon

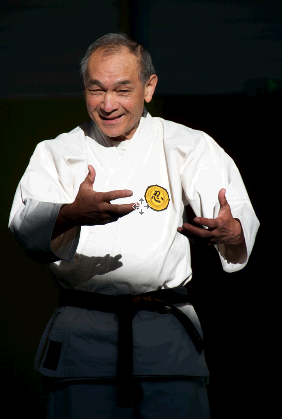
Jean Chalamon (2011)

Chronologie Jean Chalamon (Shorinji Ryu)

Jean Chalamon (* 4. August 1935 in Cap Saint-Jacques, Südvietnam) ist ein international tätiger, französischer Großmeister der Kampfkunst, Meijin und Träger des 10. Dan des Shorinji ryu (Karate, Kobudo, Tai Chi).

Er lernte unter dem Stilbegründer Richard Kim (* 1917; † 2001), Hanshi, 10. Dan, und ist als Technischer Direktor am Aufbau des Kokusai Butokukai (International Martial Arts Federation) beteiligt. Seit 2022 ist Chalamon Kommandeur der Ehrenlegion Frankreichs.

## Jugend
Jean Chalamon wurde am 4. August 1935 in Cap Saint-Jacques, Südvietnam, als Sohn seiner vietnamesischen Mutter und seines französischen Vaters (Offizier) geboren. Von 1947 bis 1953 besuchte er die Militärakademie in Dalat, Südvietnam und begann hier seine militärische Laufbahn. Erstmals im Jahre 1954 traf Chalamon in Frankreich ein.

## Beruf
Zeit seines Lebens war Chalamon Berufssoldat und diente dem französischen Militär als Gebirgsjäger.

## Kampfkunst
1947 begann er im Alter von zwölf Jahren mit dem Judo-Training. Es folgte der Unterricht im Boxen und Ju-Jitsu. Ab 1958 studierte er Judo, Karate und Kendo unter Jim Alchek und wurde in Frankreich von den Kampfkünstlern wie Hiroo Mochizuki und Henry Plée beeinflusst. 1971 wurde er Schüler des Großmeisters Richard Kim und begann in Paris bei Richard Lee das Studium der Kampfkunst Shorinji Ryu (Karate, Kobudo, Tai Chi). 1974 eröffnete er sein erstes eigenes Dōjō an der Militär-Akademie „l'école d'élèves ingénieurs militaires de l'armement“ in Arcueil. 1982 übernahm er die Leitung des Butokukai France, nachdem Richard Lee diesen verließ. Chalamon intensivierte seine persönlichen Forschungen über die Chi (Qi) und dessen technischer Effizienz. 1983 eröffnete er ein neues Dōjō in Paris, Rue Cler. 1998 legte er bei Richard Kim seine letzte Schwarzgurt-Prüfung zum 6. Dan Shorinji Ryu ab.

## Entwickelte Kata
Die von Jean Chalamon entwickelten Kata sind mittlerweile fester Bestandteil des Shorinji ryu.
- Nunchaku | Der Dreschflegel
  - Chalamon no Nunchaku

- Tantō | Das Messer
  - Sekiun no Tanto ichi (mit einem Messer), Sekiun no Tanto ni (mit zwei Messern). Diese Kata hat Chalamon auf Wunsch von Großmeister Richard Kim entwickelt.

Mit der Kobudo-Kata-Serie Shodan bis Yondan verwirklichte er Formen, die sowohl einzeln als auch mit einem Partner ausgeführt werden können.
Letzteres in den Kombinationen Shodan-Nidan (jeweils 20 Techniken) und Sandan-Yondan (jeweils 40 Techniken) ausgeführt, dienen zur Übung der Bunkai.
- Bō | Der hölzerne Langstock
  - Shodan no Kon, Nidan no Kon, Sandan no Kon, Yondan no Kon.

- Jō | Der mittlere Holzstock
  - Shodan no Jo, Nidan no Jo, Sandan no Jo, Yondan no Jo.

- Kama | Die kurzgriffige Sichel
  - Shodan no Kama, Nidan no Kama, Sandan no Kama, Yondan no Kama.

- Sai | Die Metallgabel
  - Shodan no Sai, Nidan no Sai, Sandan no Sai, Yondan no Sai.

- Tanbo | Der hölzerne Kurzstock
  - Shodan no Tanbo, Nidan no Tanbo, Sandan no Tanbo, Yondan no Tanbo.

- Tonfa | Die Holzkurbel
  - Shodan no Tonfa, Nidan no Tonfa, Sandan no Tonfa, Yondan no Tonfa.

- Tantō | Das Messer
  - Shodan no Tanto, Nidan no Tanto, Sandan no Tanto, Yondan no Tanto.

- Bokken | Das Holzschwert
  - Shodan no Ken, Nidan no Ken, Sandan no Ken, Yondan no Ken.

## Ehrungen
- 1982 Menkyo Kaiden (Offizielle Lehrlizenz) des Shorinji Ryu von Großmeister Richard Kim.
- 1983 Ernennung zum Ritter der Ehrenlegion Frankreichs durch François Mitterrand.
- 1999 Ernennung zum Offizier der Ehrenlegion Frankreichs durch Jacques Chirac.
- 2002 Ernennung zum Ehrenpräsidenten des Butokukai Germany.
- 2003 Ernennung zum Kyoshi durch den Butokukai Germany.
- 2003 Verleihung der 7. Dan des Shorinji Ryu durch den Zen Bei Butoku Kai.
- 2005 Verleihung der 8. Dan des Shorinji Ryu durch den Zen Bei Butoku Kai.
- 2006 Ernennung zum Hanshi durch den Kokusai Butokukai.
- 2008 Verleihung des 9. Dan des Shorinji Ryu durch den Zen Bei Butoku Kai.
- 2011 Verleihung des 10. Dan des Shorinji Ryu durch den Kokusai Butokukai.
- 2022 Ernennung zum Meijin (Shorinji Ryu) durch den Kokusai Butokukai.
- 2023 Ernennung zum Kommandeur der Ehrenlegion Frankreichs durch Emmanuel Macron.

## Verbandsgründungen
- 1972 Beteiligung an der Gründung des Butokukai France.
- 1996 Gründung des Butokukai Europe.
- 2001 Gründung des Butokukai Germany und Ernennung von Stephan Peitz zu dessen Technischen Direktor.
- 2003 Gründung des Butokukai Spain.
- 2005 Gründung des Butokukai Poland.
- 2011 Gründung des Butokukai Scotland und Ernennung von Alasdair MacMhaoirn zu dessen Technischen Direktor.
- 2011 Gründung des Butokukai Luxemburg und Ernennung von José Antonio Marzoa Puga zu dessen Technischen Direktor.

## Publikationen
Im Selbstverlag des Kokusai Butokukai.
- Jean Chalamon: Karate 2, Stellungen, Grundtechniken, 5 Grund- und 7 Fortgeschrittene-Kata (frz.), 280 S., 2006, Chambery
- Jean Chalamon: Karate 3, Komplettierung der ersten 25 Kata unserer Schule einschl. Bunkai (frz.), 282 S., 2006, Chambery
- Jean Chalamon: Karate 4, Komplettierung der letzten 26 Kata unserer Schule einschl. Bunkai (frz.), 269 S., 2006, Chambery
- Jean Chalamon: Bo, Angriff und Verteidigung, 20 Kata einschl. Bunkai (frz.), 338 S., 2006, Chambery
- Jean Chalamon: Tanbo, Angriff und Verteidigung, 6 Kata einschl. Bunkai (frz.), 98 S., 2006, Chambery
- Jean Chalamon: Jo, Angriff und Verteidigung, 8 Kata einschl. Bunkai (frz.), 181 S., 2006, Chambery
- Jean Chalamon: Sai, Angriff und Verteidigung, 16 Kata einschl. Bunkai (frz.), 308 S., 2006, Chambery
- Jean Chalamon: Tonfa, Angriff und Verteidigung, 10 Kata einschl. Bunkai (frz.), 246 S., 2006, Chambery
- Jean Chalamon: Tanto, Angriff und Verteidigung, 6 Kata mit 1 und 2 Messer/n einschl. Bunkai (frz.), 187 S., 2006, Chambery
- Jean Chalamon: Kama, Angriff und Verteidigung, 6 Kata einschl. Bunkai (frz.), 119 S., 2006, Chambery
- Jean Chalamon: Nunchaku, Angriff und Verteidigung, 5 Kata einschl. Bunkai (frz.), 155 S., 2006, Chambery
- Jean Chalamon: Tai Chi langes Tao, Die Langform mit Anwendungen, Schiebende Hände (frz.), 348 S., 2006, Chambery
- Jean Chalamon: Tai Chi Schwert, Die große Schwertform mit Anwendungen (frz.), 63 S., 2006, Chambery
- Jean Chalamon: Tai Chi kurzes Tao, Das kurze Tao mit Anwendungen (frz.), 160 S., 2006, Chambery
- Jean Chalamon: Tai Chi Kampf, Der Kampf mit Anwendungen (frz.), 89 S., 2006, Chambery
- Jean Chalamon: Chi Kung – Tai Chi, 58 S., 2012, Chambery
- Jean Chalamon: Chi Kung – Taoistisch, 65 S., 2012, Chambery
- Jean Chalamon: Chi Kung – Buddhistisch, 51 S., 2012, Chambery
- Jean Chalamon: Chi Kung – Organe (frz.), 48 S., 2021, Chambery
- Jean Chalamon: Chi Kung – Der Leitbahnen (frz.), 294 S., 2006, Chambery
- Jean Chalamon: Meditation 1, 278 S., 2006, Chambery
- Jean Chalamon: Meditation 2 (frz.), 218 S., 2007, Chambery